# Robert C. Stebbins
Robert Cyril Stebbins (* 31. März 1915 in Chico, Kalifornien; † 23. September 2013 in Eugene, Oregon) war ein amerikanischer Herpetologe. 

## Leben
Stebbins studierte Zoologie an der University of California, Los Angeles (Bacher of Arts 1940, Master of Arts 1942, Ph.D. 1943). 1945 wurde er Professor für Zoologie an der University of California, Berkeley und Kurator des Museum of Vertebrate Zoology; beide Positionen hatte er bis zu seinem Tode inne.
Er trat vor allem mit Arbeiten über die Herpetofauna des westlichen Nordamerikas hervor; sein erstmals 1966 erschienenes Bestimmungsbuch A Field Guide to Western Reptiles and Amphibians, versehen mit seinen eigenhändig gezeichneten Illustrationen, gilt bis heute als Standardwerk und ist bis heute im Druck. Sein besonderes Interesse galt zu Beginn seiner Karriere der Salamander-Art Ensatina eschscholtzii und dem  Speziationsprozess, der sich bei den vielen verschiedenen Unterarten dieses Schwanzlurchs beobachten lässt; außerdem forschte er zu Funktion und Entwicklung des Scheitelauges.
Seit den 1970er Jahren engagierte er sich zunehmend für den Umweltschutz und trug durch seine nachdrückliche Einflussnahme auf die beiden kalifornischen Senatoren im US-Senat entscheidend zur Einrichtung des Nationalparks Mojave National Preserve im Jahre 1994 bei.

## Auszeichnungen
- 1978: Berkeley Citation

### Werke (Auswahl)
- Speciation in Salamanders of the Plethodontid Genus Ensatina (1949)
- Amphibians and Reptiles of Western North America (1951)
- Subspecific Differentiation in the Olympic Salamander Rhyacotriton olympicus (1951)
- Reptiles and Amphibians of the San Francisco Bay Region (1959)
- Field Studies of Amphibians in Colombia, South America (1959, mit John Roscoe Hendrickson)
- A Field Guide to Western Reptiles and Amphibians (1966)
- Amphibians and Reptiies of California (1972)
- A Natural History of Amphibians (1997, mit Nathan W. Cohen)
- Connecting with Nature: A Naturalist’s Perspective (2009)